# Jürgen von Hollander
Jürgen von Hollander (* 26. Dezember 1923 in Düsseldorf; † 11. Juli 1985 in München) war ein deutscher Schriftsteller und Journalist.

## Leben
Hollander studierte zunächst Zoologie und lebte seit Ende des Zweiten Weltkriegs als freier Schriftsteller in München. Von ihm stammen Reisebücher, Hörspiele und Feuilletons. Er war Mitglied der Gruppe 47 und gehörte dem Autorenteam der Schaubude an.

## Ehrungen
- 1971: Tukan-Preis
- 1982: Ehrengabe der Stiftung zur Förderung des Schrifttums
- Benennung des Jürgen-von-Hollander-Platzes im Münchener Stadtteil Milbertshofen